# Stearinsäure
Stearinsäure ist eine gesättigte Carbon- und Fettsäure. Ihre Salze und Ester heißen Stearate (systematisch auch Octadecanoate). Die Stearinsäure wird auch fälschlich als Stearin bezeichnet.

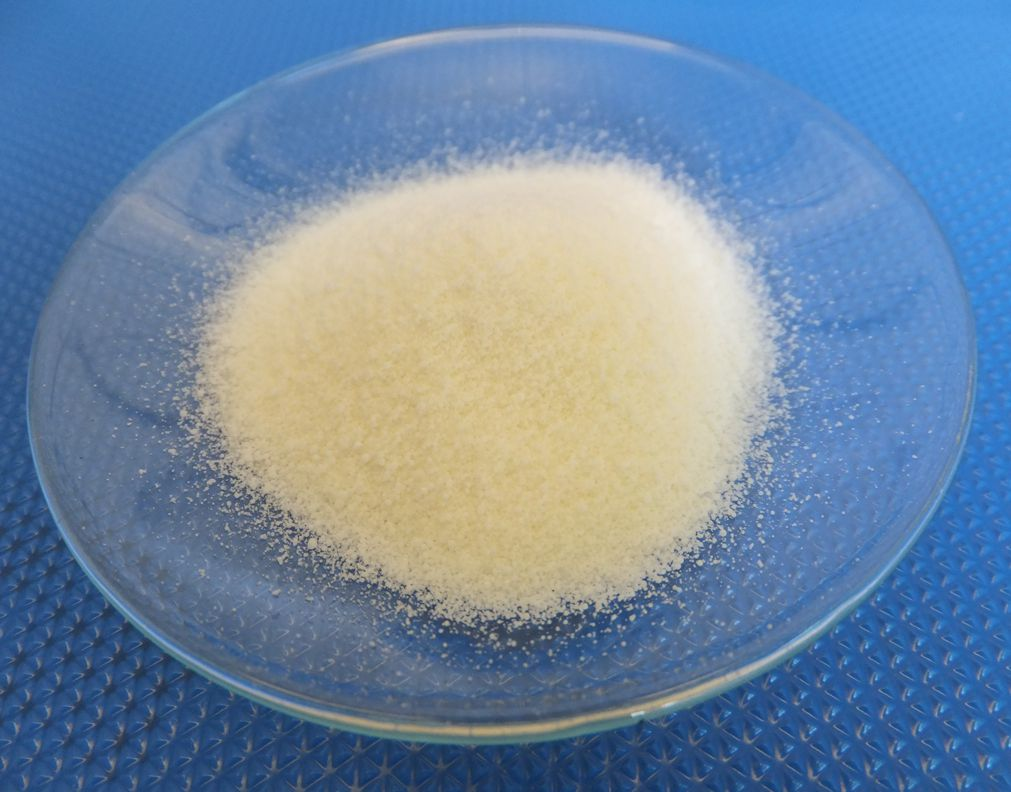
Stearinsäure

## Gewinnung und Darstellung
Stearinsäure kann durch Verseifung aus pflanzlichen und tierischen Ölen und Fetten gewonnen werden. Fett wird zusammen mit Natronlauge gekocht und dabei in Glycerin und das Natriumsalz der Fettsäuren (Seife) hydrolysiert. Diese Fettsäuresalze werden mit Mineralsäuren wieder in die Fettsäuren überführt. Da Fette meistens eine Mischung verschiedener Glycerinester von Fettsäuren enthalten, müssen diese aufwendig durch Destillation getrennt werden oder werden als Mischung weiterverwendet.

## Chemische Eigenschaften
Stearinsäure ist eine sehr schwache Säure. Wässrige Lösungen ihrer Alkalisalze reagieren stark alkalisch.

## Verwendung
Stearinsäure wird in der Automobil-, Lebensmittel- und Arzneimittelindustrie als Zusatzstoff verwendet. Stearinkerzen werden aus Stearinsäure hergestellt. Rasierschaum enthält oft Stearinsäure. Das Natriumsalz Natriumstearat wird als Reinigungsmittel verwendet. Stearinsäure ist Ausgangsstoff zur Herstellung verschiedener Waschmittel.
In der EU ist sie als Lebensmittelzusatzstoff (unter der Nummer E570 als Sammelbezeichnung für Fettsäuren) ohne Höchstmengenbeschränkung (quantum satis) für Lebensmittel allgemein zugelassen.

## Vorkommen
In Form von Glycerinstearat tritt die Säure in fast allen tierischen und pflanzlichen Fetten und Ölen, unter anderem in Haselnüssen und Kakaobutter (30–37 %), auf. Insbesondere ist sie in den Triacylglycerolen tierischer Fette neben der Palmitinsäure die mengenmäßig dominierende gesättigte Fettsäure: Rindertalg (20–35 %), Hammeltalg (15–30 %), Schweineschmalz (12–18 %), Butterfett (9–13 %). Pflanzliche Lipide enthalten teilweise recht hohe Mengen, vereinzelt bis ca. 60–70 % an Stearinsäure.
Freie Stearinsäure kann aus den Glycerinestern (Glycerinstearat) durch Fettspaltung im Verlauf langer Lagerzeit in mehr oder weniger großer Menge entstehen. Nach den Leitsätzen (Deutsches Lebensmittelbuch) für Speiseöle und Fette darf die Säurezahl für native und nicht raffinierte bis zu 4,0, für raffinierte bis 0,6 betragen.